# Rodrigo Santander
Rodrigo Boris Santander López (* 2. Oktober 1959 in Santiago) ist ein ehemaliger chilenischer Fußballspieler. Der Stürmer absolvierte ein Länderspiel für Chiles Nationalmannschaft. Auf Vereinsebene wurde er zweimal chilenischer Meister.

## Karriere

### Verein
Rodrigo Santander begann seine Profikarriere 1979 bei Deportes Concepción und wechselte 1981 zum CSD Colo-Colo. Mit den Albos gewann er in seiner ersten Saison beim Klub das Double aus Meisterschaft und Copa Chile. 1982 konnte er mit Colo-Colo den Pokal verteidigen. 1983 spielte er noch einmal in der Copa Chile, wechselte nach dem Turnier zum CD Magallanes. Bis 1990 spielte der Offensivakteur noch für Fernández Vial und den CD Cobreloa, mit dem er 1988 erneut chilenischer Meister wurde. Nach drei Jahren fußballerischer Pause trat Santander 1993 von seinem Karriereende zurück und schloss sich dem CD Huachipato an. Nach einer weiteren Saison beim Klub aus Talcahuano lief er in seinem letzten Karrierejahr für den Wüstenklub CD Cobresal auf.

### Nationalmannschaft
Rodrigo Santander absolvierte im August 1981 für Chile sein einziges Länderspiel beim Freundschaftsspiel gegen Brasilien, als er beim 0:0-Unentschieden in der 46. Spielminute für Óscar Herrera eingewechselt wurde.

## Erfolge
Colo-Colo
- Primera División: 1981
- Copa Chile: 1981, 1982

Cobreloa
- Primera División: 1988